# Hebe divergens
Hebe divergens é uma espécie de planta do gênero Hebe.